# Татаев, Алан Джемалович
Алан Джемалович Татаев (3 августа 1995 года, Владикавказ, Россия) — российский футболист, защитник.

## Карьера
Воспитанник владикавказской «Алании». Начинал карьеру в молодёжном составе родного клуба, сыграл за него 10 матчей в молодёжном первенстве. Затем несколько лет играл за различные любительские коллективы. В начале 2017 года попал в команду ПФЛ «Коломна», за которую выступал в течение двух сезонов.
Летом 2018 года перебрался в Армению, где заключил контракт с «Араратом» Ереван. Дебютировал за клуб в чемпионате во втором туре. В нём его команда победила «Арарат-Армению» со счетом 2:1. Спустя полгода перешёл в другой армянский клуб, «Ной». 20 июня 2021 года покинул клуб в связи с окончанием действия контракта.

## Достижения
- Серебряный призёр чемпионата Армении (2): 2019/20, 2020/21
- Обладатель Кубка Армении: 2019/20
- Обладатель Суперкубка Армении: 2020